# ناحیه گلیندون، شهرستان کلی، مینه سوتا
ناحیه گلیندون (به انگلیسی: Glyndon Township) یک منطقهٔ مسکونی در ایالات متحده آمریکا است که در شهرستان کلی، مینه‌سوتا واقع شده‌است.
 ناحیه گلیندون ۸۸٫۰ کیلومتر مربع مساحت و ۲۸۱ نفر جمعیت دارد و ۲۸۰ متر بالاتر از سطح دریا واقع شده‌است.